# Lankascincus dorsicatenatus
Lankascincus dorsicatenatus — вид сцинкоподібних ящірок родини сцинкових (Scincidae). Ендемік Шрі-Ланки.

## Поширення і екологія
Lankascincus dorsicatenatus мешкають на південному заході острова Шрі-Ланка. Вони живуть у вологих тропічних лісах, серед опалого листя, між корінням і під валунами, поблизу водойм. Самиці відкладають одне яйце.